# تپه دول گپ
تپه دول گپ مربوط به هزاره اول قبل از میلاد است و در شهرستان پل‌دختر، بخش معمولان، دهستان افرینه، ۲۰۰۰ متری جنوب غرب روستای اپده واقع شده و این اثر در تاریخ ۲۲ آبان ۱۳۸۶ با شمارهٔ ثبت ۲۰۱۳۱ به‌عنوان یکی از آثار ملی ایران به ثبت رسیده است.